# Bürgerwald-Konzept
Bürgerwald-Konzepte sind entstanden, um sicherzustellen, dass ein Wald so bewirtschaftet wird, dass er dem Wohl der Bürger und der Daseinsvorsorge dient. In der aktuellen forstpolitischen Diskussion betonen die Bürgerwald-Konzepte teilweise zusätzlich das gemeinschaftliche Eigentum von Bürgern an Wäldern als weiteres Kennzeichen eines Bürgerwaldes. In diesem Sinne kann der Bürgerwald auch als Anwendungsbeispiel gemeinwirtschaftlicher Organisation verstanden werden.

## Geschichte
Der Begriff ist historisch und politisch aktuell. Als ältester Bürgerwald in Deutschland kann begrifflich der sogenannte Auerbacher Bürgerwald gelten, der ca. 430 ha des sog. Veldener Forstes umfasst und auf eine Schenkung des Pfalzgrafen Johann von Neumarkt im Jahr 1431 zurückgeht und diesen Namen nachweislich seit dem 16. Jahrhundert führt. Historischer Hintergrund dieser Bürgerschenkung war die Zerstörung und Brandschatzung des Städtchens Auerbach im Jahre 1430 durch die sog. Hussiten, was den Pfalzgrafen veranlasste die große Not der Bürgerschaft im Wege der Waldschenkung für die Zukunft zu lindern. Diese bürgerschaftliche Waldwidmung wurde später durch die Urkunde des „Copia freybriffs über den Bürgerwald anno 1552“, welche Kurfürst Friedrich II. von der Pfalz („der Weise“) erließ, begrifflich erstmals als Bürgerwald bezeichnet und bestätigt. „Burgerholz ..., wie sye solches yber menschen gedächtnus ingehabt, ... wollen wir sye ... dabey bleiben lassen, ... damit sye sich und gemaine statt mit prenn- und pauholz“ weiterhin versorgen können sollten.
Der Begriff Bürgerwald wurde ab etwa 2008 in der Diskussion um die Privatisierung der Staatsforsten in Bayern vom ehemaligen bayerischen Landtagspräsidenten Rudolf Hanauer als politisch aktueller Begriff verwandt. Im Umfeld des Waldbündnisses Bayern wird betont, dass der Staatswald ein Wald zur Daseinsvorsorge ist, der dem Wohl aller Bürger des Bundeslandes dienen soll. Der Begriff Bürgerwald soll in diesem Zusammenhang klarstellen, dass dieser Wald nicht einem abstrakten Staat, sondern allen Bürgern im ideellen Sinne gehört.

## Formen der Ausgestaltung
Zwei Varianten des Bürgerwald-Konzeptes lassen sich entlang der Eigentumsformen unterscheiden:

### Mittelbare Bürgerwälder
Der mittelbare Bürgerwald ist durch ein öffentliches Eigentum gekennzeichnet; die betreffenden Kommunal- und Staatswälder werden durch Kommunal- und Landesforstbetriebe bewirtschaftet und betreut und verbleiben in öffentlicher Hand; sie werden in der Regel mit den Mitteln des öffentlichen Dienst- und Haushaltsrechts verwaltet (= Fiskaleigentum). Diese (mittelbaren) Bürgerwälder können als weiterhin öffentliche Wälder nicht unmittelbar durch die Bürger gestaltet werden, sondern nur über Wahlen (Kommunal- bzw. Landtagswahlen) oder über Volksentscheide.

### Unmittelbare Bürgerwälder
Wenn tatsächliches, gemeinschaftliches Eigentum an Wäldern vorliegt, also eine Teilhabe von Bürgern an der verantwortlichen Eigentümermacht, die konkret über die Bewirtschaftung der Wälder entscheidet (= privates Miteigentum), kann von einem unmittelbaren Bürgerwald gesprochen werden. Wegen der Vielzahl potentieller Eigentümer können diese Bürgerwälder faktisch nur als Kollektivgesellschaften eingerichtet werden (z. B. als eingetragene Genossenschaft (eG), rechtsfähiger Verein (eV), Aktiengesellschaft (AG in Streubesitz), GmbH etc.).
Als unmittelbare Bürgerwälder können sie als Anwendungsfall der Gemeinwirtschaft bezeichnet werden, sofern ihre Zielsetzungen ausreichend konkret satzungsrechtlich gesichert sind und damit die Gemeinwertziele langfristig garantieren (siehe unten das NRW-Bürgerwald-Konzept).

## Pläne zur Umsetzung des Konzepts für einen unmittelbaren Bürgerwald
Im Auftrag des NABU NRW hat der Forstwissenschaftler Wilhelm Bode ein Gutachten erstellt, das für den Staatswald in Nordrhein-Westfalen die Überführung in einen echten (unmittelbaren) Bürgerwald in der Rechtsform einer NRW-Bürgerwald AG vorsieht. Das gemeinwirtschaftliche Konzept sieht vor, dass die Wirtschaftswaldfläche des Landesbetriebes NRW zunächst von den Naturschutzvorrangflächen getrennt wird. Letztere sollen einem NRW Nature Trust (NRW-Stiftung) zur dauernden Sicherung übergeben werden. Die verbleibenden ca. 80 % des zu bewirtschaftenden Staatswaldes sollen in eine NRW-Bürgerwald AG eingebracht werden, die gemäß unveränderbarer Unternehmenssatzung auf deren Bewirtschaftung im sog. Dauermischwaldbetrieb festgelegt ist, d. h. kahlschlagfrei, chemiefrei, Naturverjüngungsgebot, aktiver Waldnaturschutz (z. B. 5–8 % Totholzstrategie), sanften Betriebstechniken etc. 20 % des Aktienkapitals sollen von der NRW-Stiftung gehalten werden, um so eine potentielle Satzungsänderung dauerhaft zu unterbinden. Die AG ist gleichzeitig verpflichtet, die Produktionsfläche in NRW zu vermehren und 90 % ihrer Gewinne an die Bürgerwaldteilhaber (= Streubesitzer) auszuschütten. Vorbild für die hochrentabele Wirtschaftsweise sind die naturgemäßen Dauerwälder in Hand vorwiegend adliger Großwaldbesitzer. Das NABU-Konzept soll vor allem als Alternative für eine stattdessen drohende Vollprivatisierung der Landeswälder in Hand großer Kapitalbesitzer dienen. Kritisch zu diesem Konzept hat sich der Bund Deutscher Forstleute geäußert.
Die ersten Bürgerwälder auf Genossenschaftsbasis (eG) werden seit 2010 im Zusammenhang mit missglückten Staatswaldverkäufen oder kommunalen Privatisierungsabsichten diskutiert. Konkrete Anstrengungen unternimmt in diesem Sinne die Bürgerinitiative Wiebachtal e.V. (Radevormwald), die die Gründung einer Waldgenossenschaft Wiebachtal (eG) betreibt.
Im Saarland wird seit 2010 überlegt, eine Reform hin zu einer bürgernahen Bewirtschaftung des weiterhin in öffentlichem Eigentum verbleibenden Staatswaldes zu initiieren.

### Zur Abgrenzung von Waldgenossenschaften alten Rechts
Bürgerwälder sind streng abzugrenzen von den Waldgenossenschaften alten Rechts. Dabei handelt es sich um altrechtliche (= vor Inkrafttreten des BGB) Körperschaften, Genossenschaften oder Gemeinschaften, die sich nicht in bürgerlich-rechtliche oder gesellschaftsrechtliche Formen unserer Zeit einfügen lassen.